# Adam Hann-Byrd
Adam Hann-Byrd (Nueva York, 23 de febrero de 1982) es un actor estadounidense, cuyo papel más reconocido fue el del joven Alan Parrish en la película del año 1995 Jumanji.

## Primeros años
Nacido en la ciudad de Nueva York, es hijo de Jacquie Hann, ilustradora de libros para niños y autora y de Jeff Byrd, camarógrafo de televisión. En 2004, Hann-Byrd se graduó de la Universidad Wesleyana, ubicada en Connecticut, con el grado de Psicología y estudios de películas.

## Carrera
Hann-Byrd debutó en la película Little Man Tate (1991), dirigida y protagonizada por Jodie Foster. En 1995, tomó el rol del joven Alan Parrish en Jumanji, donde Robin Williams hacía la versión adulta del personaje. Otras películas en las que ha aparecido son Diabolique y  La tormenta de hielo. Luego, en 1998, hizo el papel de Charles 'Charlie' Deveraux en Halloween H20: 20 Years Later y en 1999 participó en Uninvited, del director Carlo Nero y en la serie The Outer Limits. En 2009 apareció en el cortometraje Simone luego de diez años de ausencia en películas.

## Vida privada
Hann-Byrd vive actualmente en Los Ángeles, California y maneja un blog de crítica de películas llamado Two Cent Cinema.

## Filmografía
| Año  | Película                      | Papel                      | Notas               |
| ---- | ----------------------------- | -------------------------- | ------------------- |
| 1991 | Little Man Tate               | Fred Tate                  |                     |
| 1993 | Digger                        | Digger                     |                     |
| 1994 | NYPD Blue                     | Nick Williamson            | 2 episodios         |
| 1995 | Jumanji                       | joven Alan Parrish         |                     |
| 1996 | Diabolique                    | Erik Pretzer               |                     |
| 1997 | La tormenta de hielo          | Andy Carver                |                     |
| 1998 | Souvenir                      | joven Charles              | solo voz            |
| 1998 | Halloween H20: 20 Years Later | Charles 'Charlie' Deveraux |                     |
| 1999 | The Outer Limits              | Kevin Buchanan             | Episodio “Stranded” |
| 1999 | Uninvited                     | joven Tony Grasso          |                     |
| 2009 | Simone                        | Walker                     |                     |